# Vincenzo Stimolo

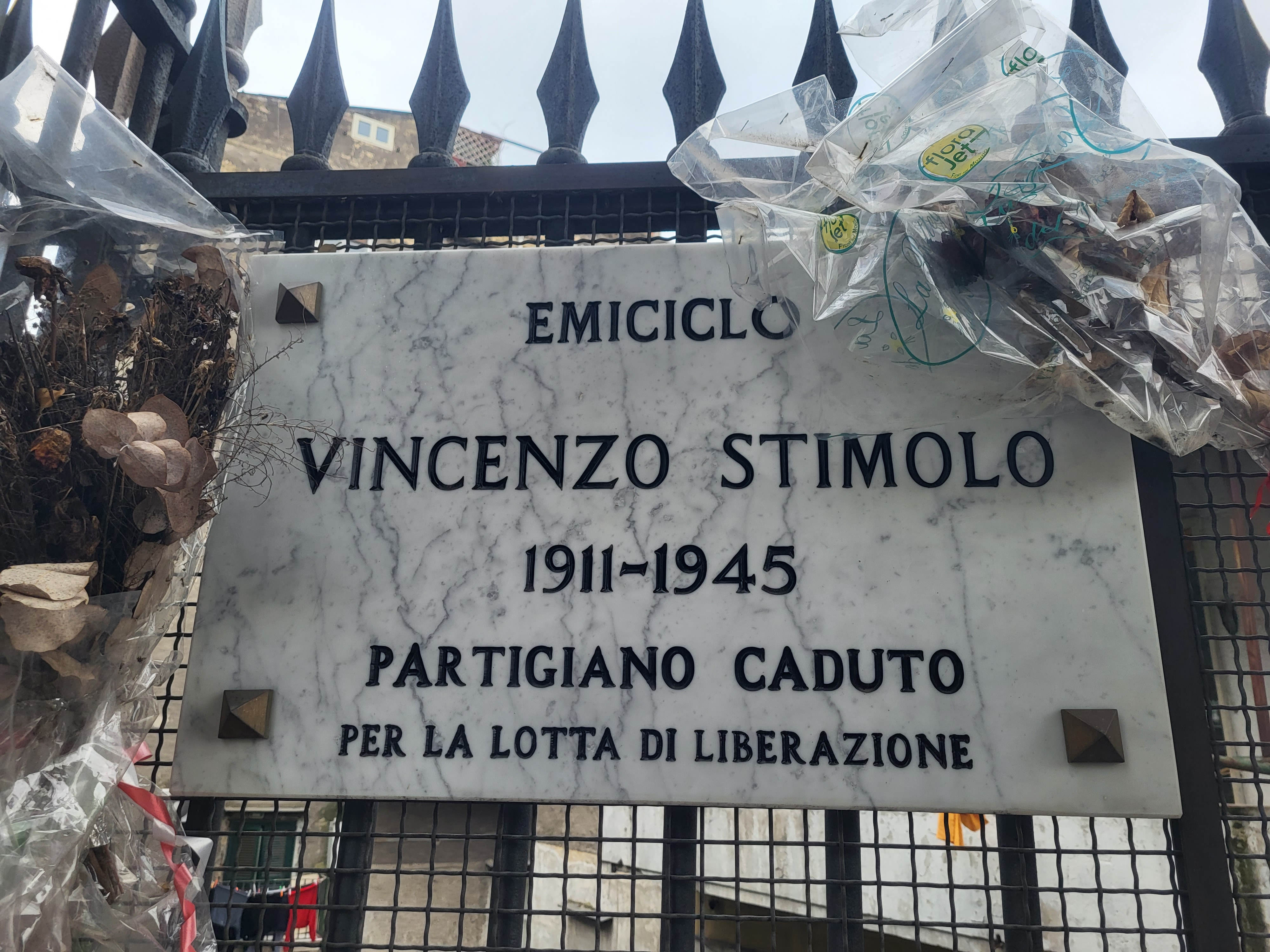
Tafel zum Gedenken an Vincenzo Stimolo am Emiciclo di Capodimonte benannt nach Vincenzo Stimolo im Stadtviertel (Rione) Sanità im Stadtteil Stella der Stadt Neapel

Vincenzo Stimolo, auch genannt Enzo (* 22. November 1911 in Neapel; † 28. Februar 1945 in der Emilia-Romagna), war ein italienischer Soldat, Partisan und Geheimagent.
Während des Zweiten Weltkriegs zeichnete er sich als einer der Protagonisten der so genannten Vier Tage von Neapel aus, dem Aufstand gegen die Wehrmacht in Neapel vom 27. bis 30. September 1943. Dieser führte zur Vertreibung der deutschen Truppen aus der Stadt vor dem Eintreffen der alliierten Streitkräfte. Vincenzo Stimolo beteiligte sich in der Folge in Zusammenarbeit mit amerikanischen Geheimdiensten an Missionen in Norditalien.
Vincenzo, Sohn von Vito Stimolo, wurde zunächst als Artilleriehauptmann der Königlichen Italienischen Armee beschrieben, der an einem Arm verstümmelt und Veteran der russischen Front gewesen sein soll.
Eine genauere biografische Rekonstruktion auf der Grundlage von Archivdokumenten zeigte jedoch später, dass Stimolo zwar tatsächlich in der Artillerie gedient hatte, aber als Elitesoldat und nicht als Offizier. Vor seinem Einsatz in der Resistenza war er auch nie im Kriegsgebiet tätig gewesen, sondern war aus gesundheitlichen Gründen entlassen worden. Er arbeitete bei seinem Eintritt in die Resistenza als Versicherer. Auch war er nicht verstümmelt worden.

## Die vier Tage von Neapel
Wenige Wochen nach dem Waffenstillstand von Cassibile und nach der Auflösung der italienischen Streitkräfte hatten die Deutschen ganz Mittel- und Norditalien militärisch besetzt. Auch Neapel widerfuhr dieses Schicksal. Unter dem Kommando des Stadtkommandanten Walter Scholl begann die Wehrmacht mit der Zerstörung der Infrastruktur der Stadt und erlegte den Neapolitanern immer härtere und letztlich unannehmbare Bedingungen auf. Diese provozierten Reaktionen der Neapolitaner. Vorangegangen waren auch rücksichtslose Hinrichtungen und Verhaftungen von italienischen Bürgern und Militärangehörigen. Ab dem 27. September 1943 kam es zu sporadischen Angriffen auf deutsche Soldaten, die schnell zu einem breiten Volksaufstand führten.
Zweihundert junge Leute hatten auf einen Bauernhof im Stadtteil Vomero, im Bezirk Pagliarone, Zuflucht genommen, um der deutschen Rekrutierung zu entgehen. Am frühen Nachmittag des 28. September 1943, am Ende der Via Belvedere in Vomero, geriet ein deutsches Fahrzeug in ein Feuergefecht mit den Partisanen von Stimolo. Diese hatten sich in den Tagen zuvor Waffen beschafft, indem sie die Waffenkammer von Castel Sant’Elmo stürmten und plünderten: dies galt als der Funke, der den Aufstand in der Stadt entfesselte. Eine Gedenktafel erinnert heute in der Masseria Pagliarone daran.
Nach diesem Vorfall wurden 47 neapolitanische Bürger als Geiseln genommen und auf dem Sportplatz „Littorio“ in Vomero eingesperrt (der von Scholl einige Tage zuvor erlassene deutsche Befehl sah die Hinrichtung von 100 Italienern für jeden getöteten Deutschen vor). Mit dem Ziel, die Geiseln zu befreien, griff Stimolo unter dem Kommando von Freiwilligen, die sich um ihn versammelt hatten, den Ort der Gefangenschaft an und belagerte ihn, bis der deutsche Kommandant, Major Hugo Saggau, um Verhandlungen zur Evakuierung der belagerten Wehrmachtssoldaten im Austausch für die Befreiung der Geiseln bat. Stimulus hielt Saggau hin und beschloss, sich persönlich mit Kommandant Scholl zu treffen. Dieser akzeptierte und vereinbarte mit Stimolo den sofortigen Abzug der deutschen Truppen aus der Stadt und die Freilassung aller 47 gefangenen Geiseln, was auch tatsächlich geschah.
Am nächsten Tag, dem 30. September, verließen die deutschen Truppen die aufständische Stadt, einen Tag vor der Ankunft der alliierten Vorhut, die von der befreiten Bevölkerung feierlich begrüßt wurde.

## Die Spezialmissionen
Stimolo (immer mit dem Rang eines Hauptmanns oder Leutnants identifiziert) kämpfte später weiter als Soldat im Regio esercito (inzwischen in den Krieg gegen Deutschland eingetreten) und nahm unter dem Kampfnamen „Corvo“ an einigen geheimen Missionen teil, die in enger Zusammenarbeit mit dem OSS im von Nazifaschisten besetzten Mittel- und Norditalien organisiert wurden.
Nach dem Waffenstillstand von Cassibile entstanden neue Beziehungen in der Zusammenarbeit zwischen den italienischen und alliierten Geheimdiensten. In der Regierung Badoglio wurde eine Verbindungsabteilung zwischen dem amerikanischen OSS (Office of Strategic Services) und dem italienischen Militärgeheimdienst (SIM) eingerichtet, die von Major Andre Bourgoin, einem Amerikaner französischer Herkunft, geleitet wurde. Der SIM war jedoch noch das Gebilde der faschistischen Regierung geblieben, manchmal sogar mit dem gleichen, meist faschistischen Personal, was in einigen Situationen zu fragwürdigen und sogar dramatischen Ergebnissen führte.
Mit dem Ziel, ein Netzwerk neuer Agenten aufzubauen, die in Norditalien operieren konnten, rekrutierte Bourgoin einige Militärs, darunter Stimolo und seinen Bruder Luigi. Diese hatten sich durch ihr mutiges Verhalten während des neapolitanischen Aufstands ausgezeichnet. Der Einsatz italienischer Militärs oder militärisch eingesetzter Zivilisten durch die Alliierten erfolgte auch im Rahmen der so genannten „Spezialmissionen“. Dies waren Operationen, die im Allgemeinen von einem Missionsleiter zusammen mit einem weiteren Mann und einem Funker durchgeführt wurden. Sie wurden an den Küsten Norditaliens gelandet, um Verbindungen zu den örtlichen Partisanenkräften herzustellen, mit ihnen die Lieferung von Waffen und nützlichem Material zu koordinieren sowie Informationen über die Größe und die Bewegungen der nazifaschistischen Streitkräfte zu sammeln und per Funk zu übermitteln. Jeder Mission wurde ein Codename zugewiesen.

### Die Mission „Zucca“
Anfang 1944 wurde Artillerieleutnant Piero Ziccardi (Zucca, Bruno), ein Mitarbeiter des 2677th OSS-U.S. Army Regiments, nach Genua geschickt, um mit Hilfe der Amerikaner eine Verbindung zwischen dem Oberkommando und der Stadt herzustellen: Ziel der Mission war es, einen Strandabschnitt in Ligurien ausfindig zu machen, an dem die Anlandung von Männern und Material für den ligurischen Widerstand koordiniert werden konnte.
Er begann, ein Informationsnetz zu knüpfen. Dieses wurde mit dem Eintreffen der mit Funkgeräten ausgestatteten Mitglieder der Corvo-Mission unter dem neuen Kommando von Tristano Luise (Dattilo) gefestigt. In der Nacht des 22. Februar 1944 erlitt die geheime Gruppe in Riva Santo Stefano ihren ersten schweren Rückschlag, als die Polizei einige Mitglieder der Organisation (darunter Stimolo) überraschte, die auf ein alliiertes U-Boot warteten, das Material anlanden sollte. Es kam zu einem Feuergefecht, in das Stimolo direkt verwickelt war, ein Radio wurde beschlagnahmt und eine Tasche mit Dokumenten ging verloren.
In den folgenden Monaten wurden aufgrund der Denunziation eines Mitglieds der Organisation, mehrere Mitglieder der Mission aufgedeckt und verhaftet, darunter Dattilo und Zucca selbst im Sommer 1944, wodurch das Ergebnis der Mission endgültig kompromittiert wurde.

### Die Mission „Corvo“
Kurz nach der Befreiung Neapels war Stimolo von Bourgoin zusammen mit anderen nach Rom geschickt worden, um Kontakte zu lokalen Partisanengruppen zu knüpfen. Er kehrte Ende November 1943 zum Stützpunkt in Pozzuoli zurück.
Er befand sich dann an Bord des U-Boots Axum, das in der Nacht vom 4. auf den 5. Dezember 1943 an der Küste zwischen Pesaro und Gabicce unterhalb des Colle San Bartolo eine Reihe von Agenten an Land gebracht hatte, die von Bourgoin für verschiedene Missionen in Norditalien geschickt worden waren. Unter ihnen befand sich Stimolo (Corvo), der seinen Bruder Luigi (Civetta) in Rom erreichen sollte, um sich mit ihm und dem Funker Aldo Montesi (Maria Giovanna) den Männern der Zucca-Mission anzuschließen, die in Genua operierten, um sie bei der Erfüllung ihrer Aufgabe zu unterstützen.
Am 22. Februar 1944 wurden Stimolo, Luise und Montesi beim Aussteigen am Bahnhof von Sanremo von RSI-Soldaten aufgehalten, die ihre Aktentasche, in der sich der Funksender befand, kontrollieren wollten. Stimolo, der sich der Durchsuchung mit einer glaubwürdigen Entschuldigung entziehen konnte, wurde sofort von einem Zivilisten aufgehalten, der erneut die Durchsuchung des Koffers verlangte und auf die ausweichenden Antworten der Verschwörer hin einen Revolver zog. Daraufhin ließ Stimolo die Aktentasche zurück und floh, verfolgt von Schüssen, während seine Begleiter verhaftet, aber später wieder freigelassen wurden, da es ihnen geschickt gelang, die kompromittierenden Dokumente, die sie bei sich trugen, loszuwerden.
Nach einigen Tagen auf der Flucht vor der Polizei kehrte Stimolo nach Genua zurück und operierte weiter im Verborgenen. In den folgenden Monaten wurde die Mission jedoch, auch aufgrund unzureichender Vorsichtsmaßnahmen und der Anwesenheit eines Verräters durch die Verhaftung ihrer Mitglieder kompromittiert, bis er plötzlich für immer verschwand. Wahrscheinlich wurde er 1945 von den Deutschen erschossen.

## Kultureller Einfluss
Wesenszüge des Vincenzo Stimolo wurden von dem Schauspieler Gian Maria Volontè in dem Film „Die vier Tage von Neapel“ (1962) des Regisseurs Nanni Loy dargestellt.

## Zuordnung zu militärischen Einheiten
- 20. April 1936 – 30. August 1936: 7. Armee-Artillerie-Regiment, 10. Batterie, als Elitesoldat (Spezialisiert, Scharfschütze)
- 31. August 1936 – 24. November 1936: Militärkrankenhaus von Genua, Ablösung 2. Sanitätskompanie, Abteilung für diagnostische Untersuchungen, als Sanitätshelfer
- 1. Dezember 1943 – 28. Februar 1945: Office of Strategic Services

## Bibliografie
- Gaetano Barbarulo, „Una vita al cardiopalma. La vera storia di Enzo Stimolo, il“Capitano„delle Quattro Giornate di Napoli“, Collana: „La memoria narrata – Sezione memorie e storia“ nº 11, Edizione I, E.S.I. – Edizioni Scientifiche Italiane, Napoli, 2019, ISBN 88-495-3851-0, ISBN 978-88-495-3851-9